# New England Range
New England Range (New England Tableland) – pasmo górskie i płaskowyż w Wielkich Górach Wododziałowych we wschodniej Australii, na północnym wschodzie stanu Nowa Południowa Walia. Długość pasma wynosi około 320 km. Ciągnie się od granicy ze stanem Queensland do okolic Tamworth. Znajduje się tu największy płaskowyż w Australii położony powyżej 900 m n.p.m. Jego powierzchnia wynosi 23000 km². Najwyższym szczytem jest Round Mountain (1615 m).
Wschodnią część pasma zajmuje, założony w 1935 roku, Park Narodowy Nowej Anglii o powierzchni 550 km². Park ten jest częścią rezerwatu Gondwana Rainforests of Australia, wpisanego na listę światowego dziedzictwa UNESCO. W New England Range znajdują się źródła kilku rzek, m.in.: Macleay, Gwydir, Namoi i Macintyre.
Główne miejscowości to: Armidale, Inverell, Glen Innes i Tenterfield.
Na terenie płaskowyżu znajdują się kopalnie złota, diamentów, szafirów i szmaragdów.
Pierwszym Europejczykiem, który badał pasmo, był John Oxley w 1818 roku.